# Neoplan N4522
Neoplan N4522 — немецкий 18,75-метровый сочлененный автобус производства Neoplan, который производится в Штутгарте с 2001 года. Предназначен для городских перевозок особо большого количества людей и признан 4-звездочным за комфорт перевозок и низкий пол.

## Общее техническое описание
Автобус считается крупногабаритным — его длина составляет 18,75 метра, ширина автобуса — 2,5 метра, высота составляет 2,89 метра, что позволяет людям любого роста путешествовать этим автобусом. Автобус имеет также низкий пол без ступенек (высота пола составляет 0,38 метра над уровнем проезжей части), также достоинством является возможность перевозки маломобильных граждан или инвалидов.
Автобус трёхосный, с колёсной формулой 6 × 2. Подвеска пневматическая, с дополнительными амортизаторами для торможения и ASR с ABS. В передней секции автобуса расположены 2 двери (общая формула дверей — 2-2-2-2) и 36 сидений. В задней части первой секции, где расположена сборная площадка для пассажиров, отведены 2-3 места для инвалидных или детских колясок. Особым группам граждан также предоставлены специальные 3 сидения с дополнительными ремнями безопасности, держателями и кнопками вызова водителя в случае задержек.
Окна автобуса разделены по обеим секциям, они клееные и тонированные (по заказу).
Сиденья расположены попарно и покрыты антивандальным покрытием. Во второй секции 20 сидений, часто расположенные напротив друг друга, вторая секция уступает пассажировместимостью первой и может вместить 40-60 человек. По всему салону расположены поручни для стоящих пассажиров. Во второй секции также 2 двустворчатые двери, гормошка металлическая и на стальном соединении, узел сочленения подвижной, однако секции не отделены ничем друг от друга. На стенах автобуса иногда установлено по несколько компостеров и ламп для освещения салона.
На передке автобус имеет по 3 фары с каждой стороны и ещё по одной противотуманной, по бокам расположены по 8 габаритных огней и установлено мигалке «Автопоезд». Все колеса (за исключением передней оси) закрыты металлическими панелями.

### Достоинства и удобства
- много тонких стальных перил, за которые держатся пассажиры.
- установка нескольких дополнительных кресел
- специальное кресло для детей
- перевозка людей с ограниченными возможностями передвижения
- высокая пассажировместимость - до 160 пассажиров
- установка 6-скоростной коробки передач вместо 4-скоростной